# Хансен, Доавур
Доаву́р Ха́нсен (фар. Dávur Hansen; род. 24 сентября 1972 года в Тофтире, Фарерские острова) — бывший фарерский футболист, защитник, выступавший за клуб «Б68».

## Биография
Доавур начинал карьеру в «Б68» из своей родной деревни Тофтир. Его дебют в составе тофтирцев состоялся 12 апреля 1992 года в матче кубка Фарерских островов против клуба «ЭБ». 2 мая того же года он провёл первую игру в высшей фарерской лиге, это была встреча с «ГИ». Это был его единственный матч на первенстве архипелага том году, по итогам сезона «Б68» стал чемпионом Фарерских островов. В следующем сезоне Доавур играл за вторую команду тофтирцев в первом дивизионе. В 1994 году он вернулся в первый состав «Б68» и отыграл 5 встреч в чемпионате Фарерских островов.
В 1995 году Доавур снова был переведён в дублирующий состав тофтирцев и больше не выступал за главную команду клуба. Он играл за «Б68 II» до конца сезона-1997. После ухода из стана тофтирцев он взял годичную паузу в карьере. В 1999 году защитник провёл 3 встречи за дублирующий состав столичного «ХБ». Следующие 4 года Доавур не играл: он вернулся на поле в 2003 году в составе второй команды «Б68». За 3 сезона он провёл 2 матча, после чего окончательно ушёл из футбола.
Сын Доавура, Доавур Матрас Хансен — тоже футболист, на протяжении всей карьеры он выступает за «Б68».

## Достижения
«Б68»
- Чемпион Фарерских островов (1): 1992

 «Б68 II»
- Победитель второго дивизиона (1): 1995